# Angleterre-Géorgie en rugby à XV
Cet article retrace les confrontations entre l'équipe d'Angleterre de rugby à XV et l'équipe de Géorgie de rugby à XV. Les deux équipes se sont affrontées deux fois en 2003 et 2011 dans le cadre de la Coupe du monde et l'Angleterre a remporté les deux rencontres

## Les confrontations
Voici les confrontations entre ces deux équipes :
| No | Date              | Lieu                                     | Match                | Score   | Compétition                           |
| -- | ----------------- | ---------------------------------------- | -------------------- | ------- | ------------------------------------- |
| 1  | 12 octobre 2003   | Subiaco Oval, Perth, Australie           | Angleterre – Géorgie | 84 – 6  | Coupe du monde (poule C)              |
| 2  | 18 septembre 2011 | Otago Stadium, Dunedin, Nouvelle-Zélande | Angleterre – Géorgie | 41 – 10 | Coupe du monde (poule B)              |
| 3  | 14 novembre 2020  | Stade de Twickenham, Londres, Angleterre | Angleterre – Géorgie | 40 – 0  | Coupe d'automne des nations (poule A) |